# Synageles ramitus
Synageles ramitus là một loài nhện trong họ Salticidae.
Loài này thuộc chi Synageles. Synageles ramitus được Andreeva miêu tả năm 1976.